# NGC 6742
NGC 6742 is een planetaire nevel in het sterrenbeeld Draak. Het hemelobject werd op 8 juli 1788 ontdekt door de Duits-Britse astronoom William Herschel.
- NGC 6742 is de zuidelijkste planetaire nevel in het sterrenbeeld Draak, aldus is het te zien op kaart 83 in de sterrenatlas Uranometria 2000.0, Volume 2 (1987).

## Synoniemen
- PK 78+18.1
- Abell 50 (bron: The Deep Sky Field Guide to Uranometria 2000.0)